# 아두이노 IDE
아두이노 통합개발환경(Arduino IDE)은 프로세싱을 기반으로 개발된 편집기, 컴파일러, 업로더 등이 합쳐진 소프트웨어 환경이다. '아두이노 소프트웨어'라고도 불린다. 이와 더불어 기타 개발에 필요한 각종 옵션 및 라이브러리 관리를 할 수 있다. 아두이노 프로그램 실행 시, 컴퓨터와 시리얼 통신을 할 수 있는 가상 시리얼모니터를 제공한다. 보통 USB을 통해 업로드를 하므로 아두이노 보드는 USB를 UART 통신으로 바꾸는 방법이 제공되고, MCU가 실행할 때는 이 UART 통신을 이용하여 필요한 통신을 할 수 있다. 이렇게 되려면 아두이노의 MCU는 부트로더가 올라가 있어야 한다.
또한, 아두이노 IDE로 작성된 프로그램을 '스케치(Sketch)'라고 부른다.

## 아두이노 IDE 기능
- 편집기 : UTF-8을 기반으로 하는 편집기이다.
- 컴파일러 : ATmega의 경우, AVR-GCC을 이용하여 컴파일 한다.
- 업로드 : USB-UART 변환을 하고, MCU의 부트로더가 동작하여 기계어 코드가 업로드 된다.
- 라이브러리 관리 : 등록 된 라이브러리 목록 및 예제를 지원한다. 공개된 아두이노 라이브러리 찾아 파일을 받아 등록하면 초기에 장착되지 않은 각종 라이브러리를 등록 사용할 수 있다. 라이브러리 관리 프로그램도 검색 기능과 등록 기능을 제공한다.
- 시리얼 모니터
- 아두이노 스케치 문법 및 함수등 자료 레퍼런스
- 기타 옵션

## 컴파일 및 코드분할
아두이노는 프로그램 단위이자 한개의 파일인 스케치(확장자 .ino)를 단일 컴파일하지만  스케치를 여러개로 분할한 다중 코드작성을 지원하고 있다.
이러한 스케치의 분할은 아두이노 IDE탭 기능으로 이용할 수 있다. 한편 비록 아두이노 IDE탭 기능으로 스케치를 분할하여 여러 파일로 나누어 작성하더라도 컴파일시에는 여전히 단일 컴파일된다.

## 지원 OS
마이크로소프트 윈도우, macOS, 리눅스를 지원한다.
한편 리눅스 계열의 우분투 및 페도라는 각각 패키지 관리자를 통해 다운로드 및 설치가 간단히 가능하나  아두이노 공식 사이트를 통한  다운로드로 최신버전을 직접 설치할수도 있다.

## 버전
주요 버전 역사
| 아두이노 버전 | 배포      | 비고 |
| ------------- | --------- | ---- |
| 1.0.5         | 2013.5.15 |      |
| 1.6.1         | 2015.3.10 |      |
| 1.7.10        | 2016.6.2  |      |
| 1.8.1         | 2017.1.10 |      |
| 1.8.8         | 2018.12.6 |      |

## 같이 보기
- 아두이노 프로그래밍